# Akira Ishigame
Akira Ishigame (født 20. maj 1985) er en tidligere japansk fodboldspiller.
Han har spillet for flere forskellige klubber i sin karriere, herunder Omiya Ardija og Thespa Kusatsu.